# Universidade de Kiev
A Universidade Nacional de Kiev Taras Shevchenko, mais conhecida somente como Universidade de Kiev, é uma universidade localizada em Kiev, Ucrânia. É uma das maiores instituições de ensino superior daquele país, fundada em 1834. Está entre as 650 melhores do mundo. Homenageia o poeta Taras Shevchenko. A Universidade é considerada a melhor Universidade da Ucrânia por diversas classificações internacionais.